# گیاه‌پارچ زنگوله‌ای
گیاه‌پارچ زنگوله‌ای (نام علمی: Nepenthes campanulata) نام یک گونه از سرده گیاه پارچ است.